# Schrote
Die Schrote ist ein rechter Zufluss der Ohre in der nördlichen Magdeburger Börde im deutschen Bundesland Sachsen-Anhalt. Er verläuft überwiegend in östliche und bei Magdeburg in nördliche Richtung und hat eine Gesamtlänge von über 40 Kilometern.

## Name
Das Gewässer wird  1264 als Stroda und zwei Jahre später als supra Scrodam zum ersten Mal urkundlich erwähnt.
Der Name kommt aus dem Mittelhochdeutschen und bedeutet „Schnitt“, ein Hinweis auf sein streckenweise tief eingeschnittenes Bett.

## Verlauf
Die Quelle der Schrote befindet sich am Rand des Mühlenberges in der Ortschaft Hemsdorf auf einem Niveau von 107 Metern über dem Meeresspiegel. Sie durchfließt zunächst Niederndodeleben, wo ihr der Sieggraben und die Siegrenne zufließen, und liegt auf ihrem Weg bis zum Magdeburger Stadtteil Diesdorf in einem landschaftlich reizvollen Tal, dessen Hänge teilweise steil aufragen.
Bevor die Schrote Diesdorf erreicht, wird sie durch ein Rückhaltebecken gestaut, das in den 1960er Jahren errichtet wurde, um das Hochwasser aufzufangen. Im Stadtgebiet Magdeburgs wurde der Fluss mehrfach verlegt und begradigt. Er durchfließt zunächst die Stadtteile Diesdorf, dort vorbei an der Borns’schen Wassermühle, Stadtfeld West und Stadtfeld Ost weiter als offenes Gewässer, im Bereich der Goethestraße ist sein Bett gepflastert. Am Ende der Goethestraße wendet sich der Fluss nach Norden und durchquert die Stadtteile Alte Neustadt, Neue Neustadt, Rothensee und Barleber See. Auf dieser Strecke ist er teilweise verrohrt worden, benutzt aber nördlich des Neustädter Sees ein altes Elbebett. Im Bereich  des Barleber Sees unterquert die Schrote die Bundesautobahn 2 und den Mittellandkanal und erhält noch einmal einen Zufluss durch die Große Sülze. Südöstlich von Wolmirstedt mündet die Schrote in die Ohre. Bei dem dortigen Niveau von 43 Metern über dem Meeresspiegel beträgt der Höhenunterschied zur Quelle 64 Meter.

## Gewässerqualität
Der für die Gewässerüberwachung zuständige Landesbetrieb für Hochwasserschutz und Wasserwirtschaft Sachsen-Anhalt unterteilt die Schrote in drei Abschnitte von Oberflächengewässern (Benennung MEL03OW07 bis MEL03OW09), für die jeweils eigene Datenerfassungen und Bewertungen existieren.
Die Schrote wird überwiegend dem Typ 16 Kiesgeprägter Tieflandbach zugeordnet. Mit Bewertungsstand 2013 wurde das ökologische Potential des Oberlaufs und Mündungsgebiets als „mäßig“ und der Rest als „unbefriedigend“ eingestuft. Die chemische Beschaffenheit wurde durchweg als „nicht gut“ bewertet, was auf die Nitrateinträge aus der Landwirtschaft zurückzuführen ist.

## Radweg
Im Norden Magdeburgs entsteht der „Schroteradweg“, der grob dem Verlauf des Flusses durch das Stadtgebiet bis zum Barleber See folgt. Der Schroteradweg umfasst dabei sowohl bauliche Maßnahmen in Form eigener Wegführung als auch die allgemeine Routenführung außerhalb von Radverkehrsanlagen.

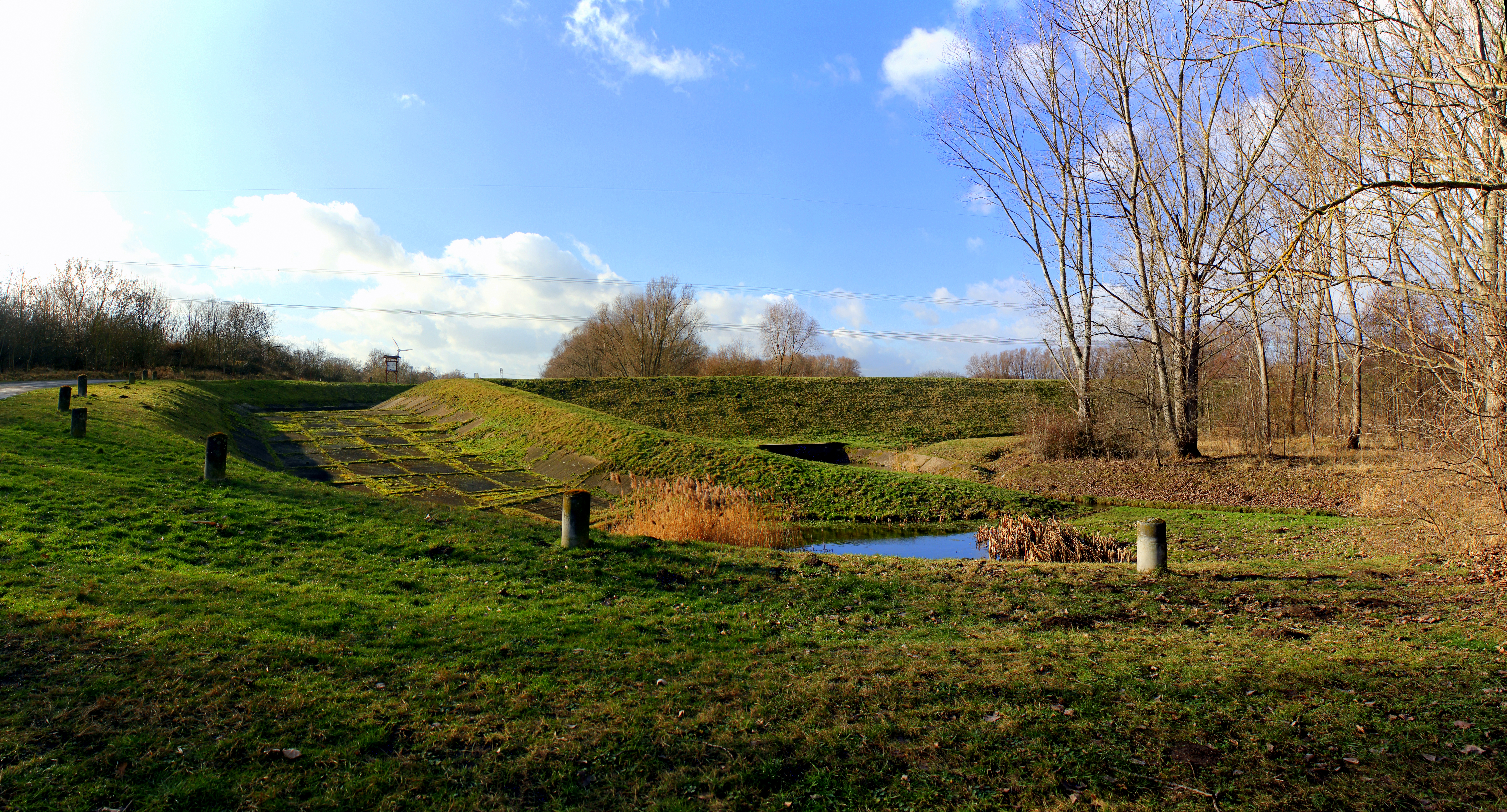
Rückhaltebecken
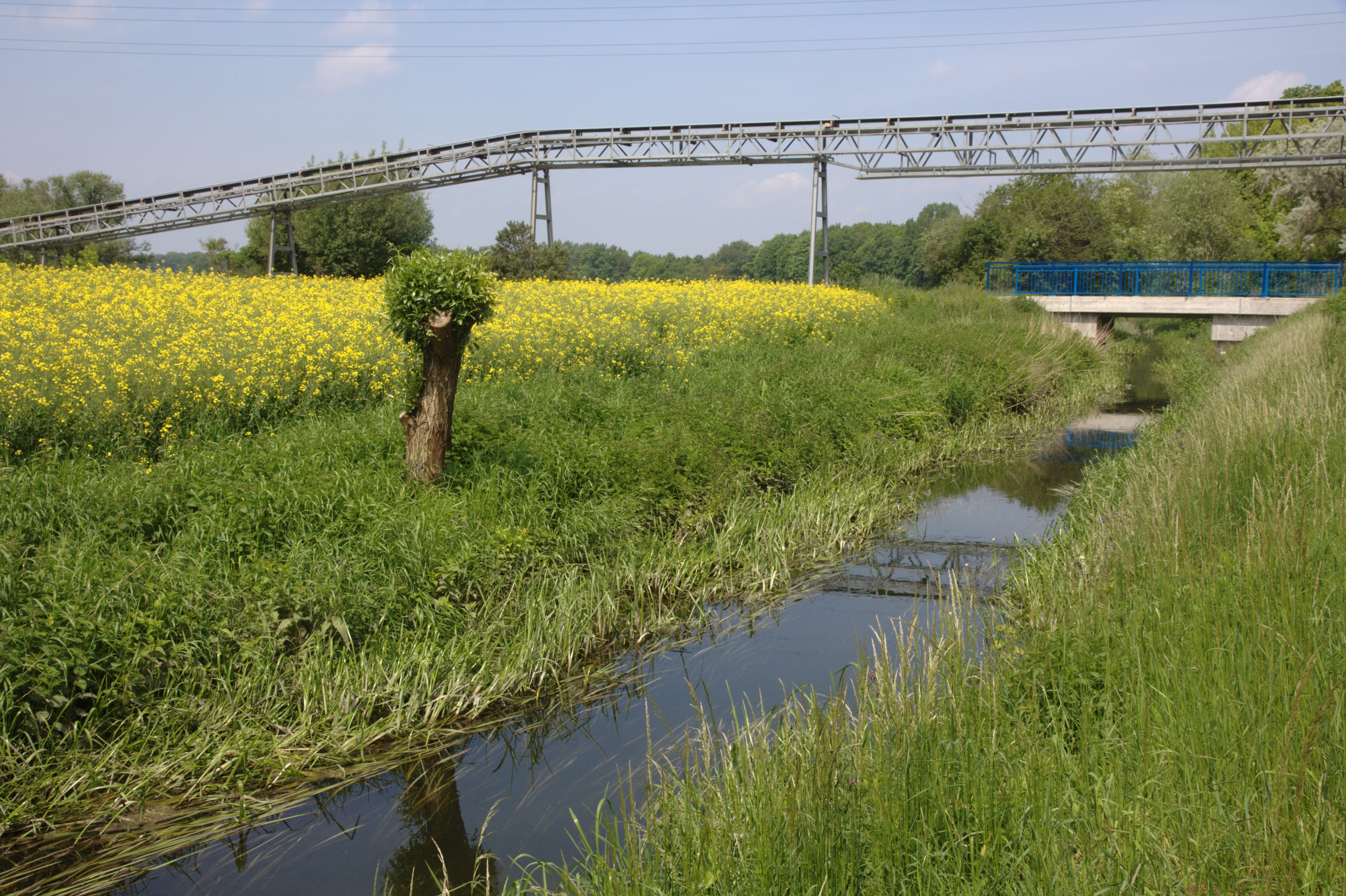
Schroteverlauf in der Nähe des Barleber Sees in Magdeburg